# اولتراسور
اولتراسور (نام علمی: Ultrasaurus) نام یک سرده از زیرراسته سوسمارپاشکلان است.